# 甲賀駅

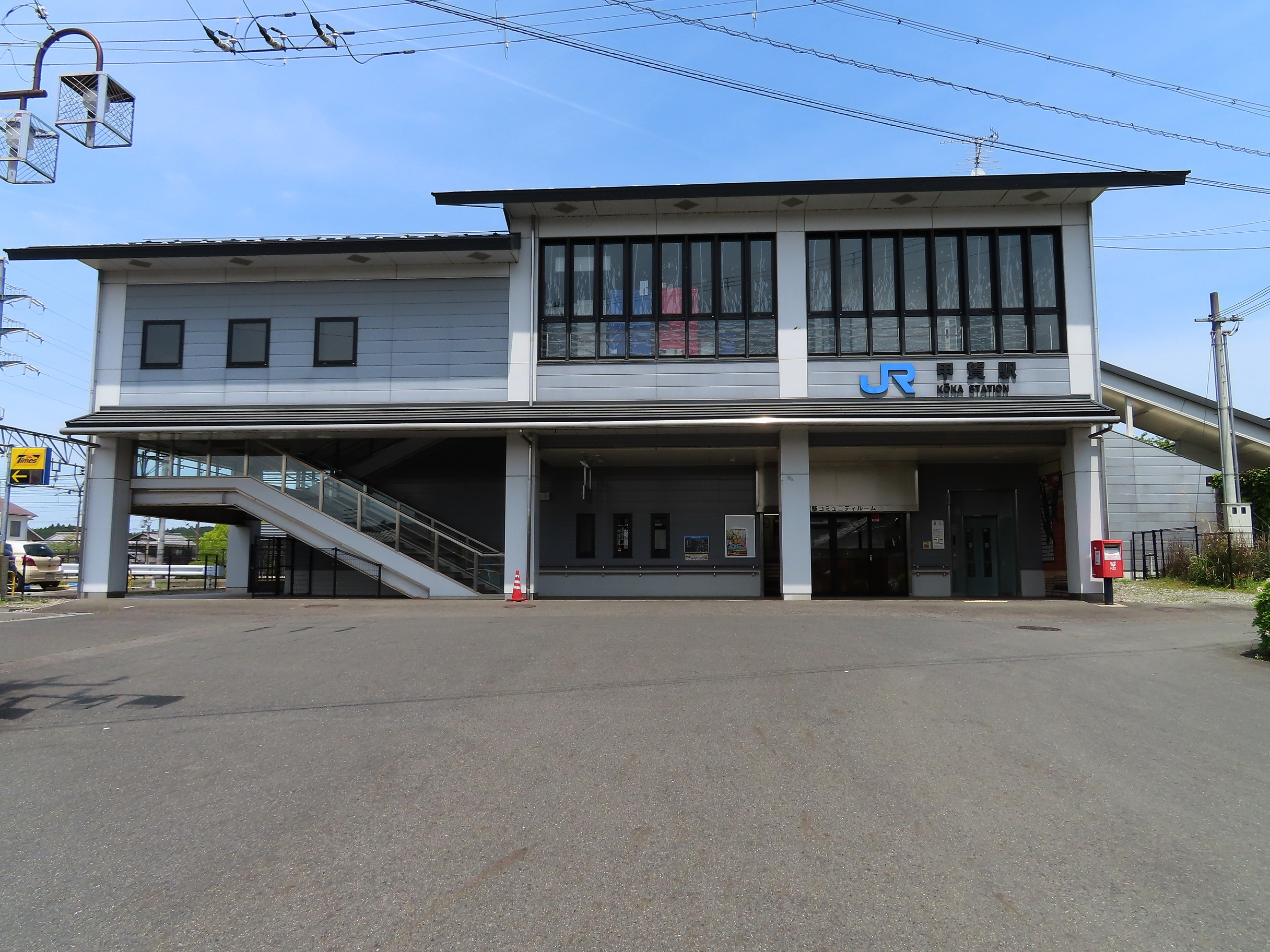
駅舎（南口、2021年5月）

甲賀駅（こうかえき）は、滋賀県甲賀市甲賀町大原市場にある、西日本旅客鉄道（JR西日本）草津線の駅である。駅名に「甲賀」を含むが、甲賀市の中心駅ではない。

## 歴史
- 1904年（明治37年）3月1日：関西鉄道の柘植駅 - 深川駅（現・甲南駅）間に大原駅（おおはらえき）として新設開業[2]。
- 1907年（明治40年）10月1日：関西鉄道国有化により[2]、帝国鉄道庁の駅となる。
- 1909年（明治42年）10月12日：線路名称制定。草津線の所属となる[3]。
- 1918年（大正7年）5月1日：大原市場駅（おおはらいちばえき）に改称[2]。
- 1956年（昭和31年）4月10日：甲賀駅に改称[2]。
- 1971年（昭和46年）10月1日：貨物の取り扱いを廃止[2]。
- 1984年（昭和59年）2月1日：荷物扱い廃止[2]。
- 1987年（昭和62年）4月1日：国鉄分割民営化に伴い、西日本旅客鉄道の駅となる[2]。
- 2005年（平成17年）11月5日：駅舎新築[4]。橋上駅化[4]。
- 2006年（平成18年）4月1日：簡易委託化。
- 2018年（平成30年）3月17日：ICカード「ICOCA」の利用が可能となる[5]。ICカード専用簡易改札機で対応。

## 駅構造
相対式ホーム2面2線を持つ交換可能な地上駅。橋上駅舎を有している。新築の駅舎は農家の蔵のような感じになっているが、中には7枚の忍者をモチーフにしたトリックアートが描かれている。また、1階が多目的室と待合室となっている。改札は2階に設けられており、南北の自由通路がある。
草津駅管理の簡易委託駅で窓口が設置されているが、早朝と深夜は無人となる。自動改札機はなく、ICOCA等のICカード専用カードリーダーのみが設置されている。

### のりば
| のりば | 路線   | 方向 | 行先             |
| ------ | ------ | ---- | ---------------- |
| 1      | 草津線 | 上り | 柘植方面         |
| 2      | 草津線 | 下り | 貴生川・草津方面 |

- 長らくのりば番号の設定がなかったが、2009年頃にのりば番号標が設置された。

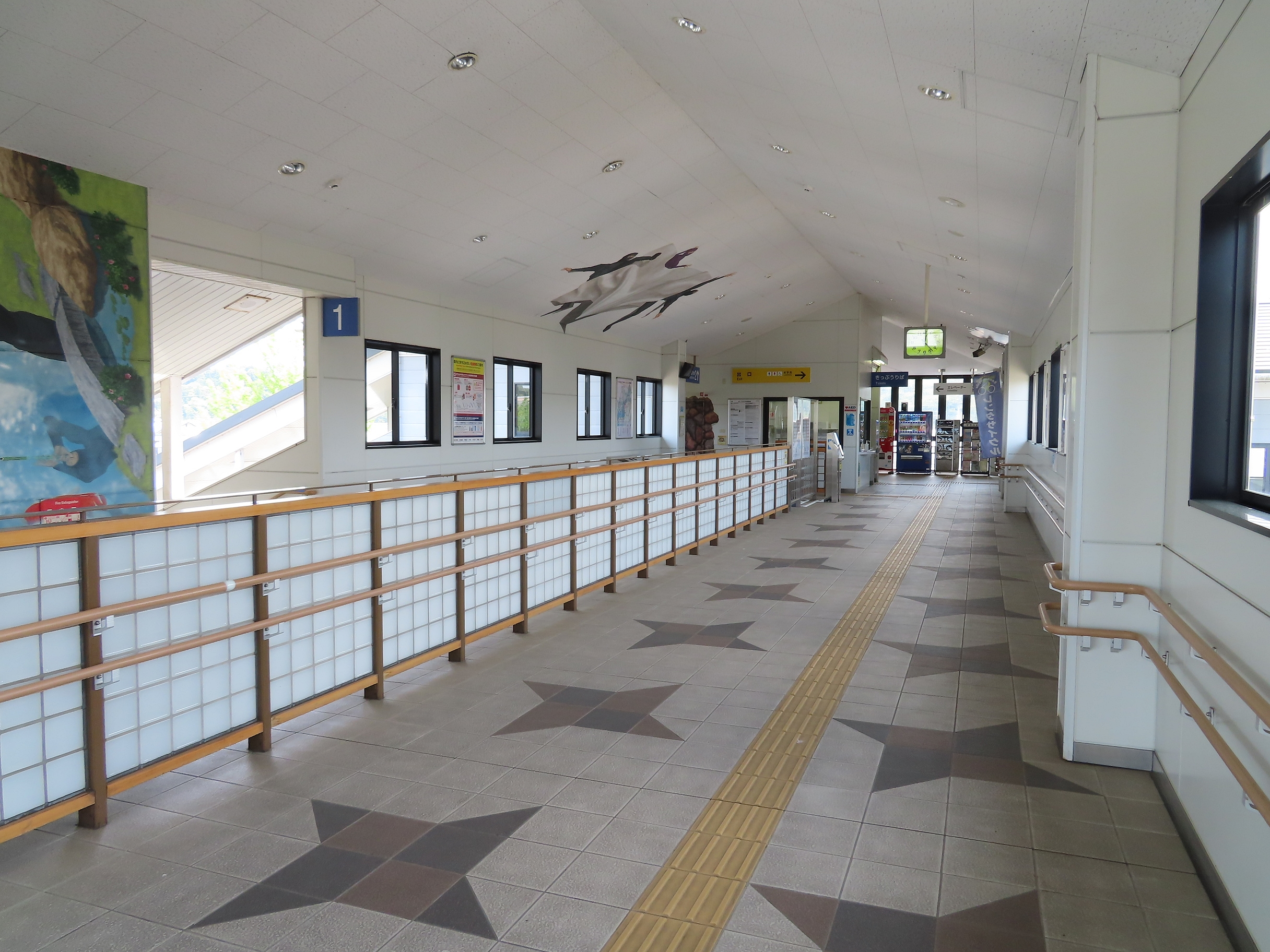
忍者のトリックアートや手裏剣の模様がある自由通路（2021年5月）
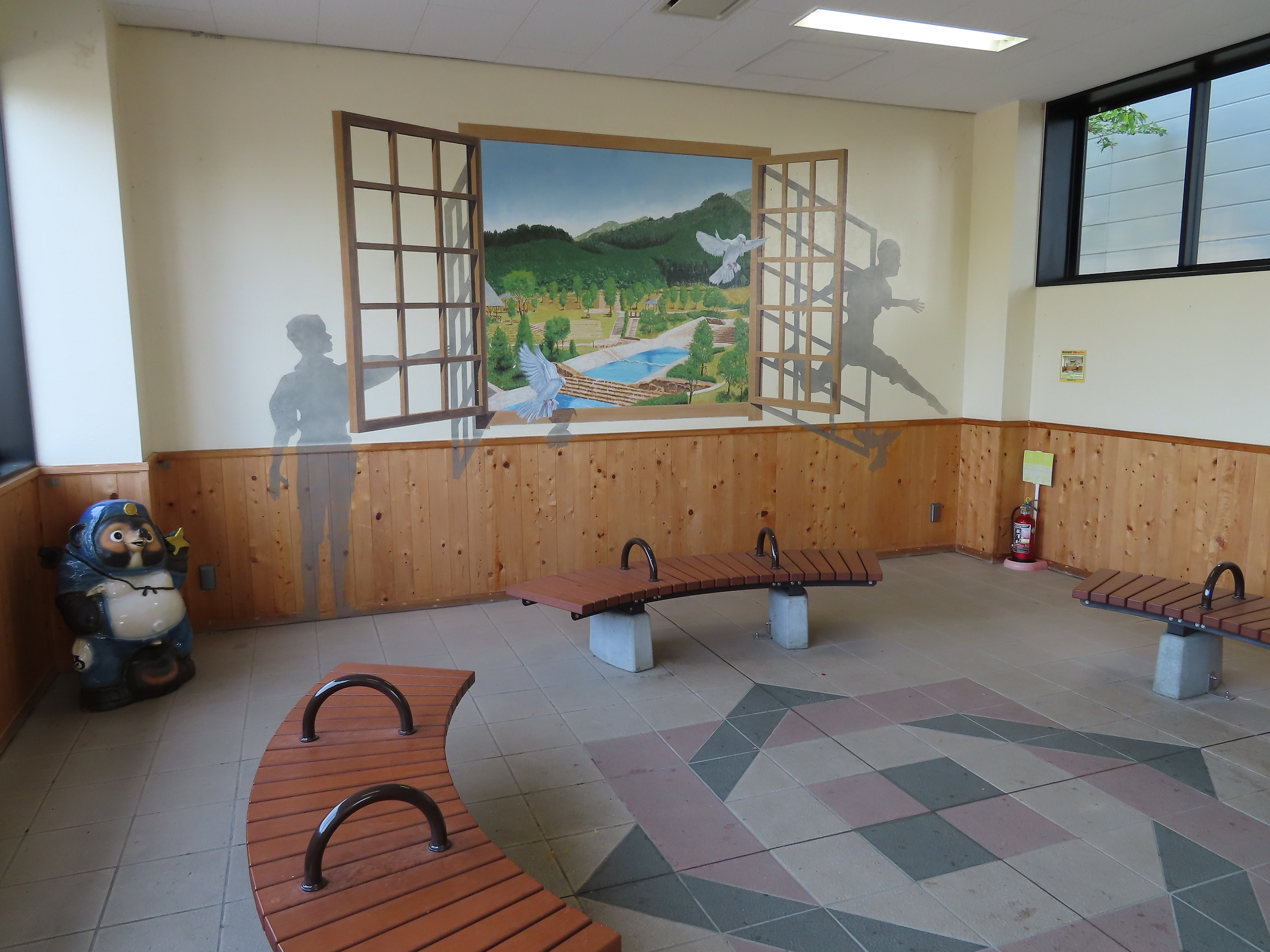
北口にある待合室（2021年5月）
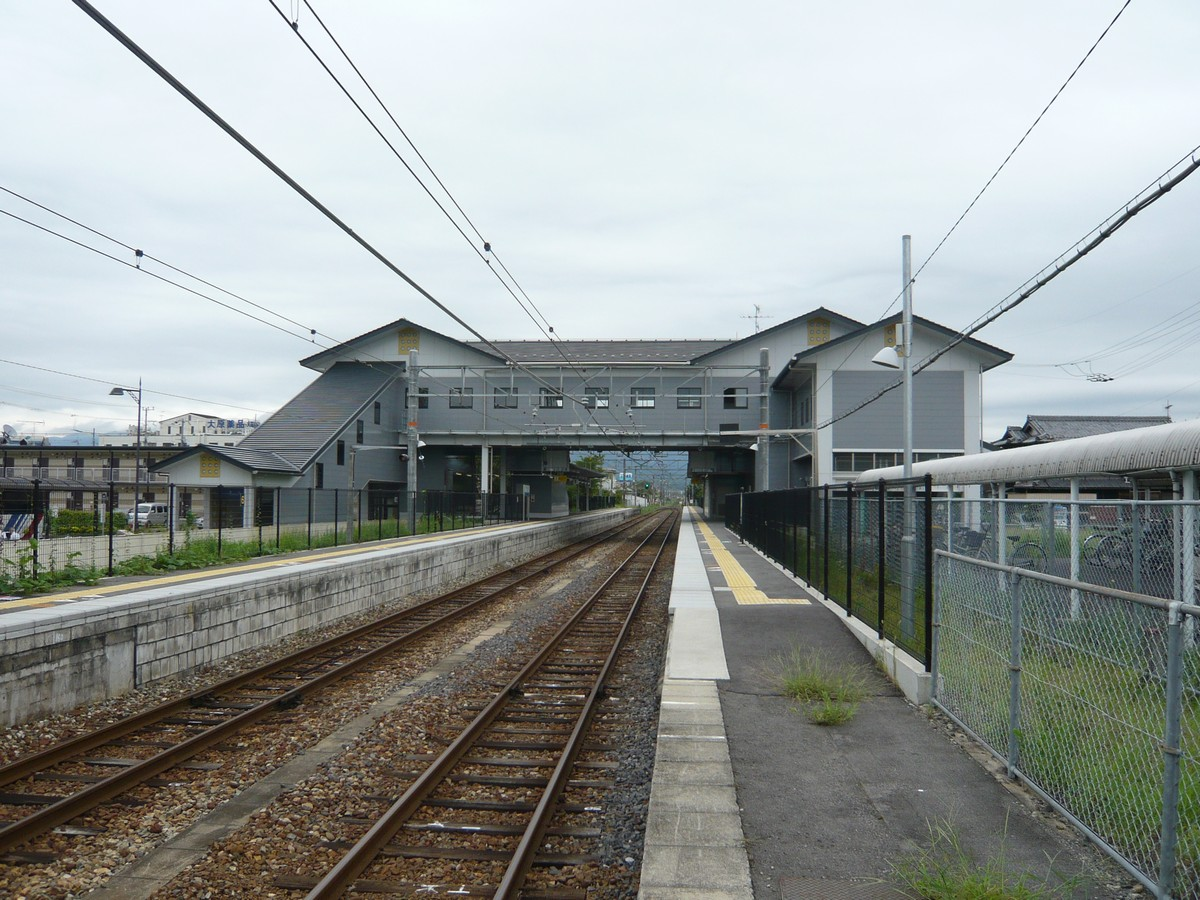
ホーム（2007年9月）

## 利用状況
JR西日本の移動等円滑化取組報告書によれば、2023年度の1日当たりの利用者数は1,112人。「滋賀県統計書」によると、1日平均の乗車人員は以下の通りである。
| 年度   | 1日平均 乗車人員 | 出典        |
| ------ | ---------------- | ----------- |
| 1992年 | 762              | [ 統計 2 ]  |
| 1993年 | 768              | [ 統計 3 ]  |
| 1994年 | 770              | [ 統計 4 ]  |
| 1995年 | 793              | [ 統計 5 ]  |
| 1996年 | 783              | [ 統計 6 ]  |
| 1997年 | 765              | [ 統計 7 ]  |
| 1998年 | 803              | [ 統計 8 ]  |
| 1999年 | 810              | [ 統計 9 ]  |
| 2000年 | 820              | [ 統計 10 ] |
| 2001年 | 817              | [ 統計 11 ] |
| 2002年 | 814              | [ 統計 12 ] |
| 2003年 | 821              | [ 統計 13 ] |
| 2004年 | 788              | [ 統計 14 ] |
| 2005年 | 796              | [ 統計 15 ] |
| 2006年 | 781              | [ 統計 16 ] |
| 2007年 | 776              | [ 統計 17 ] |
| 2008年 | 766              | [ 統計 18 ] |
| 2009年 | 764              | [ 統計 19 ] |
| 2010年 | 789              | [ 統計 20 ] |
| 2011年 | 779              | [ 統計 21 ] |
| 2012年 | 732              | [ 統計 22 ] |
| 2013年 | 765              | [ 統計 23 ] |
| 2014年 | 784              | [ 統計 24 ] |
| 2015年 | 800              | [ 統計 25 ] |
| 2016年 | 812              | [ 統計 26 ] |
| 2017年 | 787              | [ 統計 27 ] |
| 2018年 | 755              | [ 統計 28 ] |
| 2019年 | 700              | [ 統計 29 ] |
| 2020年 | 536              | [ 統計 30 ] |
| 2021年 | 515              | [ 統計 31 ] |
| 2022年 | 559              | [ 統計 32 ] |

## 駅周辺
駅北側を滋賀・三重県道4号線が、駅南側を滋賀・三重県道775号線が並行する。駅北側にはロータリーがあり、付近には郵便局や金融機関の支店や商店がある。北へ抜けると田畑が大きく広がり、大原川に至る。駅南側は細い路地となっているが、それに沿って民家が建つ。南へ抜けると杣川に至る。駅付近には製薬工場が数軒あり、駅北側には薬業技術振興センターがある。甲賀の里忍術村は駅から北へやや離れた所にあるが、事前に連絡があると送迎車の運行がある。
北口
- 甲賀市役所甲賀大原地域市民センター（旧甲賀支所）
- 滋賀県薬業技術振興センター
- 甲賀市立甲賀中学校
- 甲賀シティホール
- 甲賀中央公園
- 大原薬品工業市場工場
- 日本ポータブルレントゲン協会（本社）[9]
- 甲賀郵便局
- 滋賀銀行大原支店
- 関西みらい銀行甲賀支店
- 滋賀・三重県道4号草津伊賀線
- 大原川

南口
- 甲賀市立甲賀西保育園
- 滋賀県製薬
- 松本製薬工業
- 大昭製薬
- 昭和化学工業 - 「回春仙」などを製造・販売する製薬業[10]。
- 滋賀県信用組合甲賀支店
- 滋賀・三重県道775号甲賀阿山線
- 杣川

## バス路線
駅北口のロータリー内に「甲賀駅北口」停留所、滋賀県道775号線に「甲賀駅南口」停留所があり、甲賀市コミュニティバスの各路線が発着する。
| 甲賀駅北口             | 甲賀駅北口 | 甲賀駅北口 |
| 運行事業者             | 系統または路線名・行先                                                                                          | 備考 |
| ---------------------- | --- | --- |
| 甲賀市コミュニティバス | 大原線：大原中公民館 / 大原ダム / 唐戸川 / 高野公民館 佐山線：近江土山 油日線：青野 広域水口線：綾野 / 甲賀病院 | 大原線：平日のみ運行。うち1往復は学休日運休。 佐山線：平日に2便のみ運行 油日線：平日のみ運行 広域水口線：平日のみ運行。綾野行きは夕方1便のみ。 |
| 甲賀駅南口             | | |
| 甲賀市コミュニティバス | 油日線：青野 | ※平日の午前・午後に1便ずつ運行 |

注記
- お盆（8月13日 - 8月16日）・年末年始（12月29日 - 翌年1月4日）は平日となる日であっても、全便運休となる。

## 隣の駅
西日本旅客鉄道（JR西日本）
 草津線
油日駅 - 甲賀駅 - 寺庄駅

### 記事本文

### 利用状況
1. 1 2  “移動等円滑化取組報告書（鉄道駅）（令和5年度）”.   西日本旅客鉄道. 2025年3月15日閲覧。
2. ↑  平成4年滋賀県統計書
3. ↑  平成5年滋賀県統計書
4. ↑  平成6年滋賀県統計書
5. ↑  平成7年滋賀県統計書
6. ↑  平成8年滋賀県統計書
7. ↑  平成9年滋賀県統計書
8. ↑  平成10年滋賀県統計書
9. ↑  平成11年滋賀県統計書
10. ↑  平成12年滋賀県統計書
11. ↑  平成13年滋賀県統計書
12. ↑  平成14年滋賀県統計書
13. ↑  平成15年滋賀県統計書
14. ↑  平成16年滋賀県統計書
15. ↑  平成17年滋賀県統計書
16. ↑  平成18年滋賀県統計書
17. ↑  平成19年滋賀県統計書
18. ↑  平成20年滋賀県統計書
19. ↑  平成21年滋賀県統計書
20. ↑  平成22年滋賀県統計書
21. ↑  平成23年滋賀県統計書
22. ↑  平成24年滋賀県統計書
23. ↑  平成25年滋賀県統計書
24. ↑  平成26年滋賀県統計書
25. ↑  平成27年滋賀県統計書
26. ↑  平成28年滋賀県統計書
27. ↑  平成29年滋賀県統計書
28. ↑  平成30年滋賀県統計書 (PDF)
29. ↑  令和元年滋賀県統計書 (PDF)
30. ↑  令和2年滋賀県統計書 (PDF)
31. ↑  令和3年滋賀県統計書 (PDF)
32. ↑  令和4年滋賀県統計書 (PDF)